# Mordellistena concolor
Mordellistena concolor es una especie de coleóptero de la familia Mordellidae.

## Distribución geográfica
Habita en el oeste de Australia.